# Czapajew (film)

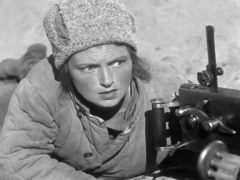
Anka-puliemiotczica

Czapajew (ros. Чапаев) – radziecki film biograficzno-wojenny z 1934 roku w reżyserii Siergieja i Gieorgija Wasiljewów.

## Geneza i fabuła
Film został nakręcony na podstawie materiałów Dmitrija i Anny Furmanowów o rosyjskim wojskowym Wasiliju Czapajewie. Furmanow znał osobiście Czapajewa, pracował w jego oddziale jako komisarz, a swoje wspomnienia zamieścił w książce, która stała się podstawą dla scenariusza filmu.
Fabuła filmu opowiada o przyjeździe do jednostki wojskowej komisarza partyjnego, który uświadamia politycznie żołnierzy. Dzięki jego wysiłkom wojsko nabiera karności, podnosi się jego morale, co przekłada się na zwycięstwa na polu bitwy. Do komisarza przekonuje się w końcu, początkowo wobec niego nieufny, charyzmatyczny dowódca Czapajew.

## Odbiór
Czapajew został entuzjastycznie przyjęty w ZSRR, ale również dobrze oceniony za granicą. Mimo swojego propagandowego rytu i skromności zastosowanych środków plastycznych, film niesie ze sobą uniwersalne przesłanie. Jego scenariusz Jerzy Toeplitz określił jako „znakomicie skonstruowany”.
W ciągu pierwszych sześciu lat od premiery film miał zgromadzić przed ekranami 50 mln widzów. Czapajew zdobył główną nagrodę Srebrnej Wazy na 1. MFF w Moskwie (1935), podczas którego przewodniczącym jury był Siergiej Eisenstein.
Polska premiera filmu miała miejsce w 1945. Po polskiej premierze miały miejsce jeszcze premiery, m.in. w Niemczech i Finlandii.
Czapajew był ulubionym filmem Józefa Stalina.

## Obsada[5]
- Boris Baboczkin – Wasilij Czapajew
- Boris Blinow – Furmanow, komisarz
- Leonid Kmit – Pietka, adiutant Czapajewa
- Warwara Miasnikowa – Anka-puliemiotczica
- Nikołaj Simonow – Żychariew, dowódca kawalerzystów
- Gieorgij Żżonow – Tieriosza
- Gieorgij Wasiljew – biały oficer
- Borys Czirkow – wieśniak

## Nagrody
- Grand Prix (Srebrna Waza) na 1. MFF w Moskwie (1935)[3],
- Najlepszy film obcojęzyczny National Board of Review of Motion Pictures (1935)[6],
- Grand Prix na Międzynarodowej Wystawie w Paryżu (1937)[7],
- Nagroda Stalinowska I stopnia (1941)[8],
- Brązowy Medal na 7. MFF w Wenecji (1946)[9].